# Cussonia arborea
Cussonia arborea är en araliaväxtart som beskrevs av Christian Ferdinand Friedrich Hochstetter och Achille Richard. Cussonia arborea ingår i släktet Cussonia och familjen Araliaceae. Inga underarter finns listade.

## Bildgalleri

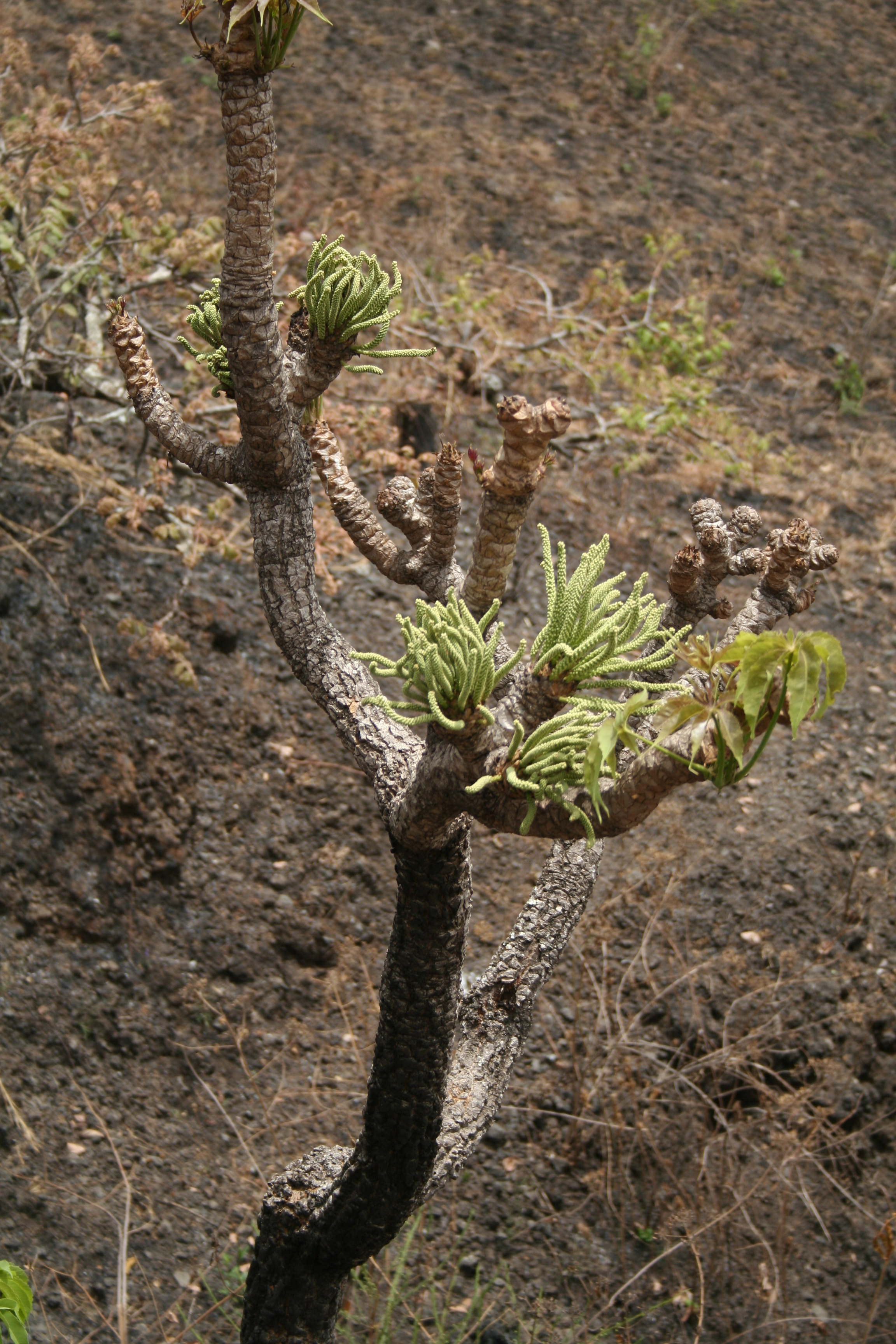